# Kairos Edition
Die Kairos Edition ist ein Buchverlag in Luxemburg.
Der österreichische Philosoph und Religionswissenschaftler Volker Zotz und die italienische Autorin Friederike Migneco gründeten diesen Verlag unter Mitwirkung von Friedhelm Köhler. Im Januar 2002 wurde er ins Luxemburger Handelsregister eingetragen.
Der Verlag sieht seinen Sitz im mehrsprachigen Großherzogtum Luxemburg als Auftrag für sprachliche und inhaltliche Grenzgänge. Es erscheinen Bücher in deutscher, französischer und luxemburgischer Sprache. Der Verlag verfolgt ein interkulturelles Programm und legt Belletristik und Sachbücher von traditionellen religiösen Themen bis zu avantgardistischer Literatur vor.
Das Spektrum des Verlagsprogramms reicht von Avantgardisten wie dem Komponisten Victor Fenigstein und dem deutschen Surrealisten Richard Anders, bis zum russisch-baltischen Mystiker Valentin Tomberg, dem japanischen buddhistischen Existentialisten Takamaro Shigaraki und dem buddhistischen Gelehrten und Schriftsteller Lama Anagarika Govinda. In der Kairos Edition erscheinen auch die Harry-Potter-Romane von Joanne K. Rowling auf Luxemburgisch.

## Einzelbelege
1. ↑  Mėmorial. Journal Officiel du Grand-Duché de Luxembourg, C — N° 606, 18 avril 2002, S. 29053
2. ↑  Autoren
3. ↑  Harry Potter auf Luxemburgisch! Den Harry Potter op Lëtzebuergesch!